# Denis Naughten

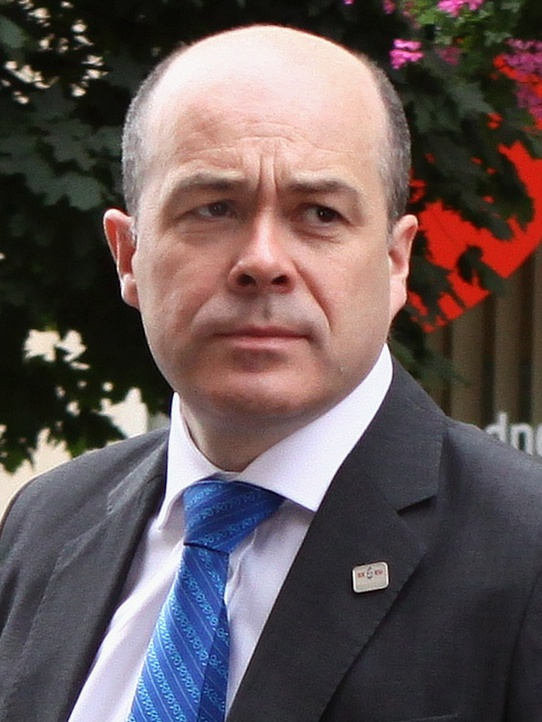
Denis Naughten (2016)

Denis Naughten (irisch Donnacha Ó Neachtain; * 23. April 1973 in Drum, County Roscommon) ist ein irischer Politiker und war von 1997 bis 2024 Abgeordneter im Dáil Éireann, dem Unterhaus des irischen Parlaments.

## Leben
Naughten besuchte das University College Dublin und später das University College Cork. 1997 wurde er für die Fine Gael bei einer Nachwahl in den Seanad Éireann gewählt. Er besetzte hierbei den durch dessen Tod vakant gewordenen Sitz seines Vaters Liam Naughten. Damit wurde Denis Naughten der bis dahin jüngste Senator in der irischen Geschichte. Nach Ende der Legislaturperiode des Seanad Éireann wechselte er in den Dáil Éireann. 2002 sowie 2007 wurde Naughten in den Dáil Éireann wiedergewählt. Zwischen Januar 1997 und Oktober 2003 war er Mitglied des Roscommon County Council. Dort wurde er nach seinem Ausscheiden 2003 von seinem Bruder John ersetzt.
Auch bei den Wahlen im Jahr 2011 gewann Denis Naughten einen Sitz im Dáil Éireann. Am 6. Juli 2011 stimmte er jedoch gegen die Entscheidung der Regierungskoalition unter Führung seiner eigenen Partei Fine Gael, die Notfallabteilung des Roscommon County Hospital zu schließen. Daraufhin wurde er aus der Fine Gael ausgeschlossen. Am 13. September 2013 gründeten er und 6 andere aus der Fine Gael ausgeschlossene Abgeordnete die Reform Alliance, ein loses Bündnis von unabhängigen Abgeordneten. Er wurde für den Wahlkreis Roscommon–Galway bei den Wahlen zum Dáil Éireann 2016 wiedergewählt.
In der nach diesen Wahlen gebildeten Minderheitsregierung wurde Naughten von Premierminister Enda Kenny gebeten, das Amt des Ministers für Kommunikation, Klimaschutz und Umwelt zu übernehmen, das er unter dessen Nachfolger Leo Varadkar weiterführte. Am 11. Oktober 2018 sah er sich aufgrund seiner Kontakte zum Vorsitzenden eines Konsortiums, das sich um einen Vertrag zum Ausbau des Breitband-Netzes im ländlichen Irland beworben hatte, zum Rücktritt gezwungen.
Naughten ist verheiratet und hat zwei Kinder.